# Монтегю, Чарльз, 1-й граф Галифакс
Чарльз Монтегю, граф Галифакс (1661—1715) — английский государственный деятель и поэт.

## Биография
Учась в Кембриджском университете, примкнул к Ньютону и помогал ему в образовании кембриджского философского общества. В 1687 году написал, совместно с Прайором, «Town and Country Mouse», удачную пародию на «Hind and Panther» Драйдена.
В 1688 году благодаря покровительству графа Дорсетского был избран в парламент и участвовал в собрании, которое решило провозгласить Вильгельма и Марию королём и королевой Англии. За «Epistle occasioned by his Majesty’s victory in Ireland» был представлен королю и получил пенсию.
Дальнейшими успехами он был обязан своим талантам финансиста. По оценке Михаила Делягина, Монтегю был одним из четырёх людей, оздоровивших денежное обращение Англии и тем самым спасших её. По предложению Монтегю был заключен первый в Англии государственный заём (1692). Когда в 1694 году продолжавшаяся борьба с Францией сделала абсолютно необходимым вторичный большой заём, Монтегю внес в парламент билль об учреждении Английского банка и был назначен канцлером казначейства (министром финансов). В следующем году ему удалось провести знаменитую меру против понижения ценности монеты, происшедшего вследствие бесчестных манипуляций. Для покрытия расходов на перечеканку, Монтегю, вместо того, чтобы возобновить подымный налог (hearth money), ввел налог с окон, а затруднения, которые могло причинить временное исчезновение из обращения металлической монеты, были предупреждены выпуском в первый раз кредитных билетов (exchequer bills).
В 1697 году Монтегю был назначен первым лордом Казначейства. В феврале 1698 года был обвинён в махинациях во время выпуска кредитных билетов, но блистательно оправдался; его репутация ещё более возросла в том же году благодаря чрезвычайной популярности его проекта новой Ост-Индской компании. Тем не менее, Монтегю чувствовал, что под ним колеблется почва. Чтобы обеспечить себе прочное положение в будущем, он добыл своему брату выгодную синекуру, имея в виду потом взять её себе. В 1699 году, после целого ряда нападок, он отказался от своих должностей и занял место своего брата.
Когда тори пришли к власти, Монтегю был возведен в звание пэра, с титулом лорда Галифакса. В том же году, вместе с лордом Сомерсом и графами Портлэндом и Оксфордом, он подвергся обвинению со стороны палаты общин, но обвинения были отвергнуты лордами; вторичное преследование, в 1703 году, также было неудачно. В царствование Анны Галифакс сначала оставался не у дел, но в 1706 году был назначен членом комиссии, ведшей переговоры об унии с Шотландией, а потом был послан ко двору курфюрста ганноверского (будущего короля Георга I).
После смерти Анны (1714) был одним из членов совета регентства, учрежденного до прибытия короля из Ганновера; затем был сделан первым лордом казначейства в новом министерстве, получив в то же время графский титул. Поэтический талант Галифакса очень невелик; литературной репутацией он обязан главным образом своему общественному положению и лести писателей, которые, в вознаграждение за его щедрые подарки и блестящие банкеты, «весь день», как говорит Поуп, «кормили его посвящениями». Но он искренне ценил ученые и литературные заслуги, что доказал покровительством, оказанным Аддисону и своею близостью к Ньютону, которому доставил место начальника монетного двора.